# Nova Bombaim
Pronunciação
Nova Bombaim (marata: नवी मुंबई, Navi Mumbai) é uma cidade no estado indiano de Maarastra. Foi desenvolvido em 1971, como um novo município urbano de Bombaim, pelo governo de Maharastra, com a assistência do CIDCO (Corporação para o Desenvolvimento Industrial de Maharastra, na sua sigla em inglês) . De acordo com o censo provisório de 2011, a população de Navi Mumbai é 1 119 477 pessoas.